# Una relazione per un'Accademia
Una relazione per un'Accademia ("Ein Bericht für eine Akademie") è un racconto dello scrittore boemo di lingua tedesca Franz Kafka, pubblicato una prima volta su rivista nel 1917 insieme ad un altro dei suoi racconti, Sciacalli e arabi, e poi nel 1919 in volume nella raccolta intitolata Un medico di campagna.

## Trama
Il narratore, parlando ad un folto uditorio per l'inaugurazione di una conferenza scientifica, comincia a descrivere quella ch'è stata la sua vita precedente in qualità di scimmia. La sua storia parte dalla giungla dell'Africa: qui, una spedizione di cacciatori l'aveva inseguita e catturata sparandole due colpi, uno alla guancia, che gli farà insorgere una cicatrice che gli varrà il soprannome di Red Peter (Pietro Rosso), ed uno all'inguine, che gli causerà la zoppia. L'animale viene quindi imbarcato su una nave e spedito in direzione dell'Europa. Durante il viaggio oceanico la scimmia si ritrova così per la prima volta senza la libertà di muoversi come vuole.
Avendo bisogno di distrarsi da questa situazione penosa, la scimmia comincia a studiare le abitudini dell'equipaggio umano e, prestissimo, con sorprendente facilità si mette ad imitarli; l'animale incontra particolari difficoltà solo nell'imparar a bere alcolici. Durante tutto il racconto il narratore sottolinea e ribadisce che ha voluto apprendere il comportamento umano solamente per poter con più facilità uscir dalla gabbia in cui si trovava rinchiuso.
Appena giunta in Europa, la scimmia si rende conto che si trova di fronte ad una scelta esistenziale, o finire al giardino zoologico o darsi al "Music Hall": si dedica così con sempre più impegno a diventar abbastanza umano per poter aver successo in questa seconda carriera. Riuscirà a realizzare il suo sogno, grazie anche all'aiuto costante e prezioso di molti insegnanti.
S'è infine deciso a far questa relazione all'Accademia, dopo che la sua trasformazione è giunta ad un tal livello di completezza da poter descrivere correttamente le sue precedenti emozioni ed esperienze come scimmia. La scimmia conclude il suo discorso esprimendo un ampio grado di soddisfazione nei riguardi della propria sorte futura.